# Montes Prokletije

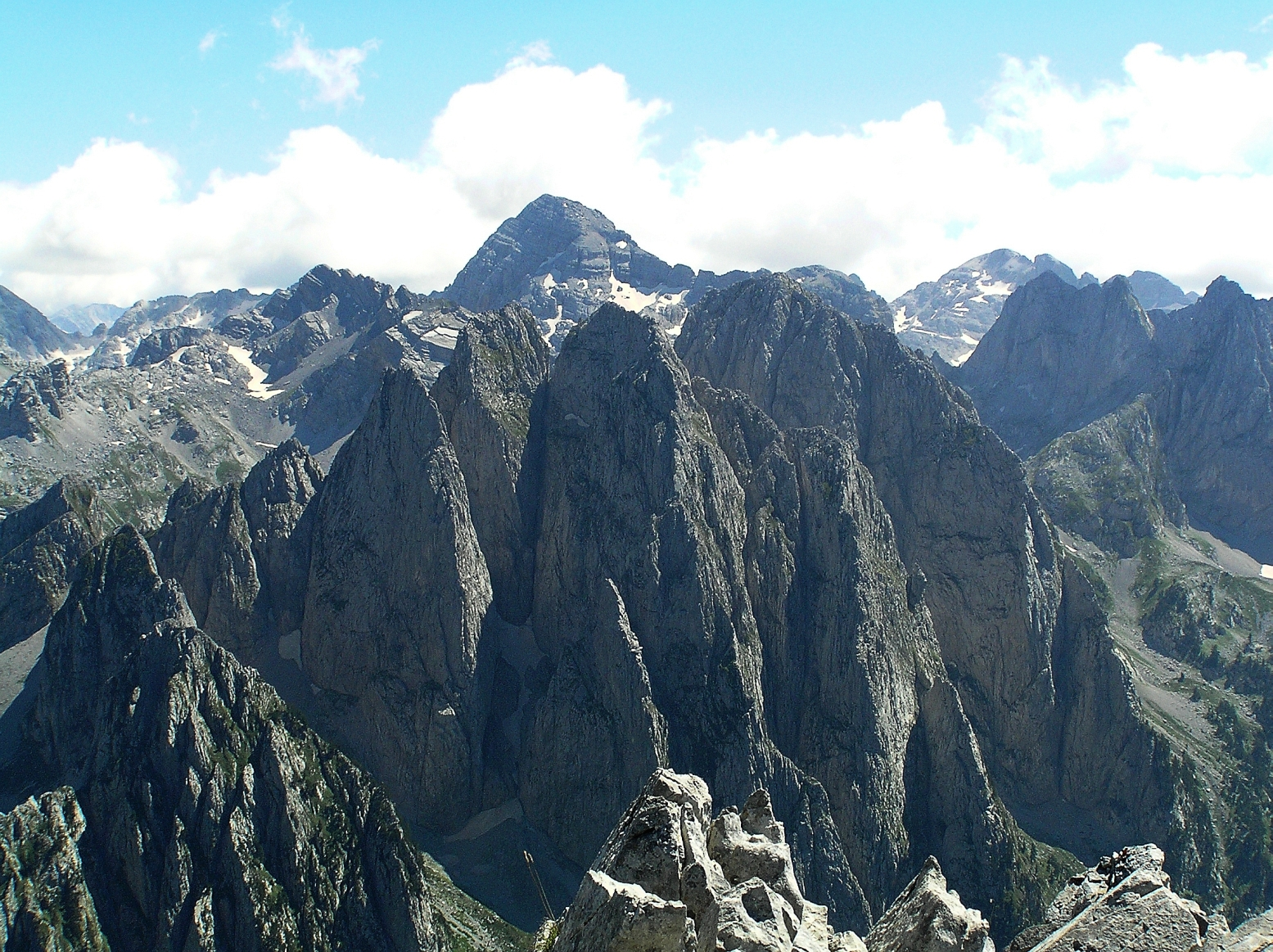
Vista de los Montes

Los montes Prokletije son una cordillera de los Alpes Dináricos localizada al este de Montenegro, en el suroeste de Serbia y en el norte de Albania, siendo Cresta del Lago su punto más alto de todos los Alpes Dináricos con 2692 m s. n. m.. En su sistema se halla el pico Djeravica, que con 2656 m era el punto más alto de Serbia hasta el día en que Kosovo declaró su independencia, siendo ahora el punto más alto de Kosovo.

## Ubicación y relieve
Los montes Prokletije, la parte más meridional de los Alpes Dináricos, se extienden a lo largo de más de 60 kilómetros desde el lago Skadar a lo largo de la frontera montenegrino-albanesa en el suroeste hasta Kosovo en el noreste. Estos puntos se encuentran a 42°45' y 42°15' N en la zona mediterránea del oeste de la península balcánica. El límite sur de los montes Prokletije se encuentra en el río Drin y su afluente Valbona. En un sentido más amplio los Prokletije también incluyen las cordilleras hasta Mitrovica con los macizos de Hajla y Mokna. Algunos autores, sin embargo, ven el río Lim como el límite norte de los montes Prokletije en términos geológicos.
Desde el lago Skadar, las montañas se extienden hacia el noreste a lo largo de la zona del río Cijevna, y luego se curvan ligeramente hacia el este en dirección a la cumbre Đeravica sobre la cuenca de Metohija (450 m) en Kosovo. Desde aquí, los montes Prokletije giran hacia el norte sobre el macizo Bogićevića y el paso Čakor, y continúa con otra fila de montañas. El Prokletije termina en la zona del valle superior del río Ibar cerca de la ciudad de Kosovska Mitrovica, justo detrás del macizo de Suva Planina (1.750 metros) que rodea la cuenca de Metohija por el norte y el noroeste.
Los Prokletije son étnica y sociológicamente diversos debido a que muchas tribus viven en la región como pastores de ovejas. Los nombres de varias tribus albanesas (Hoti, Gruda, Kelmendi, Kastrati, Dukagjini, Shkreli, Shala, Nikaj, Krasniqi, Gashi y Rugova) se refieren a su ubicación geográfica dentro de la cordillera.

## Macizos
Los montes Prokletije en sí mismo están compuestos por muchas grandes secciones o macizos/grupos de montañas, todos ellos conectados entre sí. Estos macizos incluyen el grupo de los Popluks con una altura de 2.694 m, el grupo de Shkurt a 2.554 m, el grupo de Radohima 2.570 m, el grupo de Zaborës y Krasniçës a 2.625 m, el grupo Bjelic a 2.556 m, el grupo de Karanfili-Brada a 2, 554 m, el grupo Rabës a 2.232 m, el grupo Ershellit a 2.066 m, el grupo Kakinjes a 2.359 m, 740 pies), el grupo Shkëlzen a 2.407 m, el grupo Bogićevica a 2.533 m, el grupo Horolac a 2.199 m, el grupo Kershi Kocaj a 2.399 m, el grupo Maja e Zezë a 2.400 m, el grupo Lumbardhit a 2.522 m, el grupo Kopranik a 2.460 m, el grupo Strellc a 2.377 m, el grupo Đeravica a 2.656 m, el grupo Junik a 2, 296 m, el grupo Starac-Qokorr 2.426 m, el grupo Hajla 2.403 m, el grupo Stedim-Ahmica 2.272 m, 454 pies), el grupo Zleb-Rusulija a 2.382 m, el grupo Mokna a 2.155 m y el grupo Suva Planina a 1.750 m.

## Cañones y valles
El desfiladero de Tamara en Albania
La erosión de las montañas Prokletije por los glaciares dejó muchos rasgos reveladores. Profundos cañones de ríos y valles planos serpentean alrededor de las crestas de las montañas. El cañón más grande y más popular es el Cañón de Rugova. Está situado en Kosovo y tiene 25 km de largo desde la frontera con Montenegro hasta la ciudad de Peć y tiene 1000 m de profundidad. Tiene laderas de montaña verticales muy empinadas a ambos lados.
También se encuentran valles comunes en altitudes más bajas a nivel alpino, creando pasos de montaña y abrevaderos en los valles. El valle más conocido por estar en lo alto de las montañas es el Buni Jezerce en Albania. Buni Jezerce significa "Valle de los Lagos" y contiene seis pequeños lagos glaciares, el mayor de los cuales se llama el Gran Lago de Buni Jezerce.

### Cañones en los montes Prokletije
- Cañón Rugova
- Cañón de Deçani
- Cañón Gashi
- Cañón Cemi

### Valles en los mones Prokletije
- Valle de Vermosh
- Valle de Valbona
- Valle de Thethi
- Valle de Ropojona
- Valle de Gerbja
- Buni Jezerce
- Valle de Cemi i Nikçit

## Los picos más altos

### Picos de más de 2600 m
- Maja Jezercë 2.694 m  en Albania
- Đeravica/Gjeravica 2.656 m  en Kosovo
- Maja Grykat e Hapëta 2.625 m  en Albania

### Picos de más de 2500 m
| - Maja e Radohimës 2.570 m en Albania - Maja e Popljuces 2.569 m en Albania - Maja Briaset 2.567 m en Albania - Maja e Hekurave 2.561 m en Albania - Rodi e Kollatës 2.556 m en Albania - Maja e Shënikut 2.554 m en Albania - Maja Tat 2.543 m en Albania - Gusan 2.539 m en Albania y Kosovo | - Zla Kolata/Kollata e Keqe 2.534 m en Albania y Montenegro - Marija/Marijash 2.533 m en Kosovo - Dobra Kolata/Kolata e Mirë 2.524 m en Albania y Montenegro - Rosni Vrh/Maja e Rosit 2.524 m en Montenegro - 'uti kamen/Guri i Kuq 2.522 m en Kosovo - Maja Visens 2.517 m en Albania - Maja Kokervhake 2.508 m en Albania - Rops/Maja e Ropës 2.502 m en Kosovo |